# 코스타시엘라 쿠로시마에
바다양(Costasiella kuroshimae, 나뭇잎달팽이, 바다양, 나뭇잎양으로도 알려짐)는 낭설류 바다 민달팽이의 일종이다. 바다 양은 Costasiellidae과에 속하는 껍질이 없는 해양 후새류 복족류 연체동물이다. 바다 양은 동물임에도 불구하고 색소체 탈취를 통해 간접적으로 광합성을 수행한다.

## 설명
1993년 일본 쿠로시마 섬 해안에서 발견된 코스타시엘라 쿠로시마에(Costasiella kuroshimae)는 일본, 필리핀, 인도네시아 근처 해역에서도 발견된다. 또한 바다양은 열대 기후에 산다.  모식지는 오키나와현 다케토미구로시마, 류큐열도이다.
바다 양은 두 개의 검은 눈과 머리 끝에서 나오는 두 개의 화학수용기( rhinophores)를 가지고 있는데, 이는 양의 귀나 곤충의 더듬이와 모양이 닮아있다.  길이는 5에서 10mm이다.
바다 양은 엽록체 탈취라는 생리적 과정을 수행할 수 있는데,이 과정을 통해 그들이 먹이로 삼는 조류로부터 엽록체를 보충한다. 조류로부터 엽록체를 흡수하여 간접적으로 광합성을 수행할 수 있게 한다.
바다양은 아브랑빌레아속(Avrainvillea)의 조류를 선택적으로 섭취하며  엽록체를 조류의 자체 세포로부터 분리하고 단기 광합성을 위해 보관한다. 광합성의 활성이 없더라도 엽록체는 영양소 저장소 또는 "식료품 저장고"로서 달팽이가 장기간 음식 없이도 생존할 수 있도록 돕는다.  이는 비광합성 해양 동물 중에서 바다 양이 독특하게 적응했다는 것을 보여준다.

## 사진들

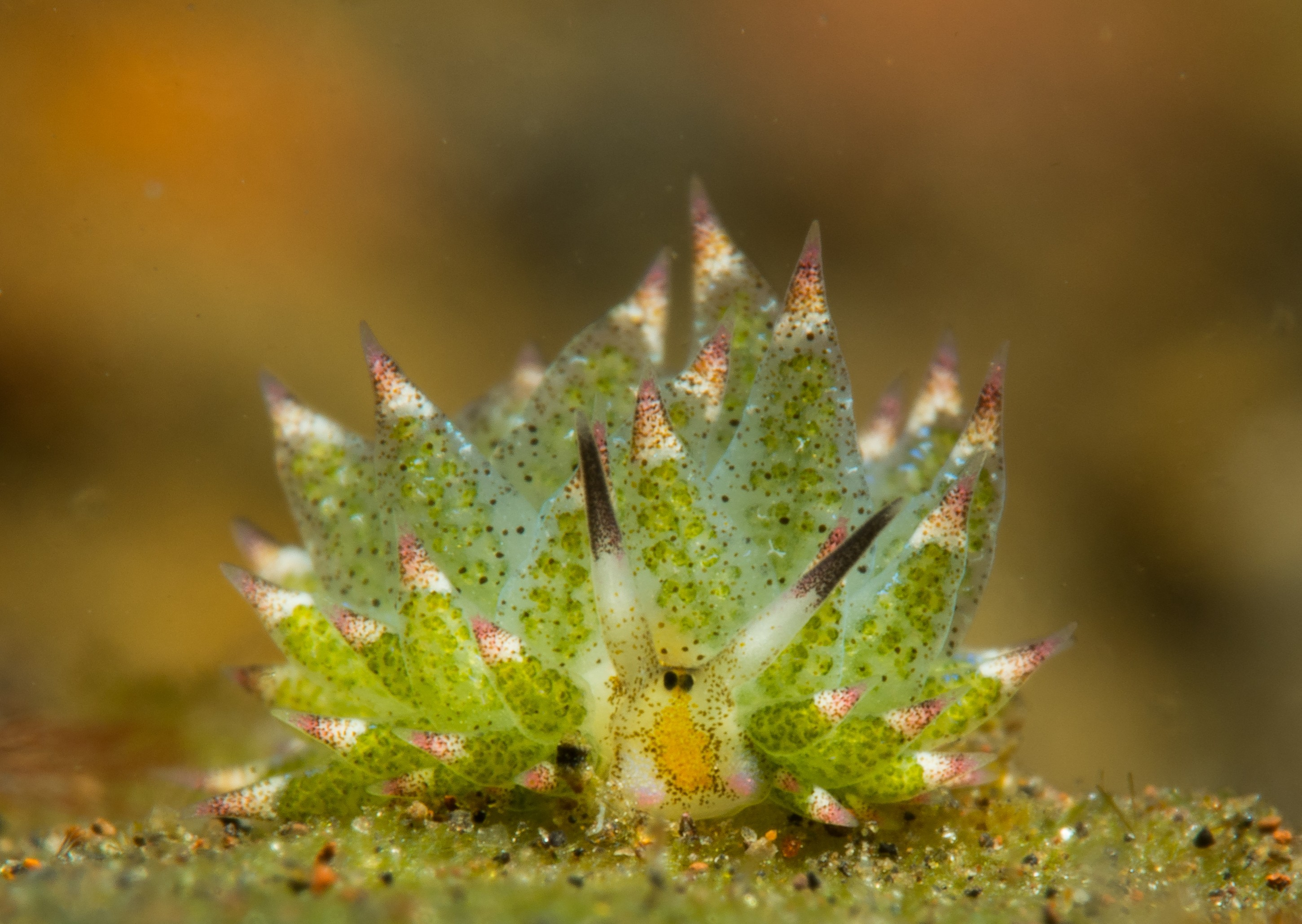
Costasiella kuroshimae의 정면 사진.
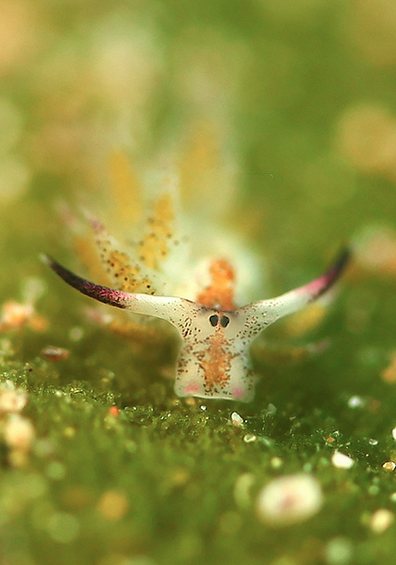
필리핀 바탕가스 시크릿 베이 아닐라오 다이빙 터에서 찍은 코스타시엘라 쿠로시마에
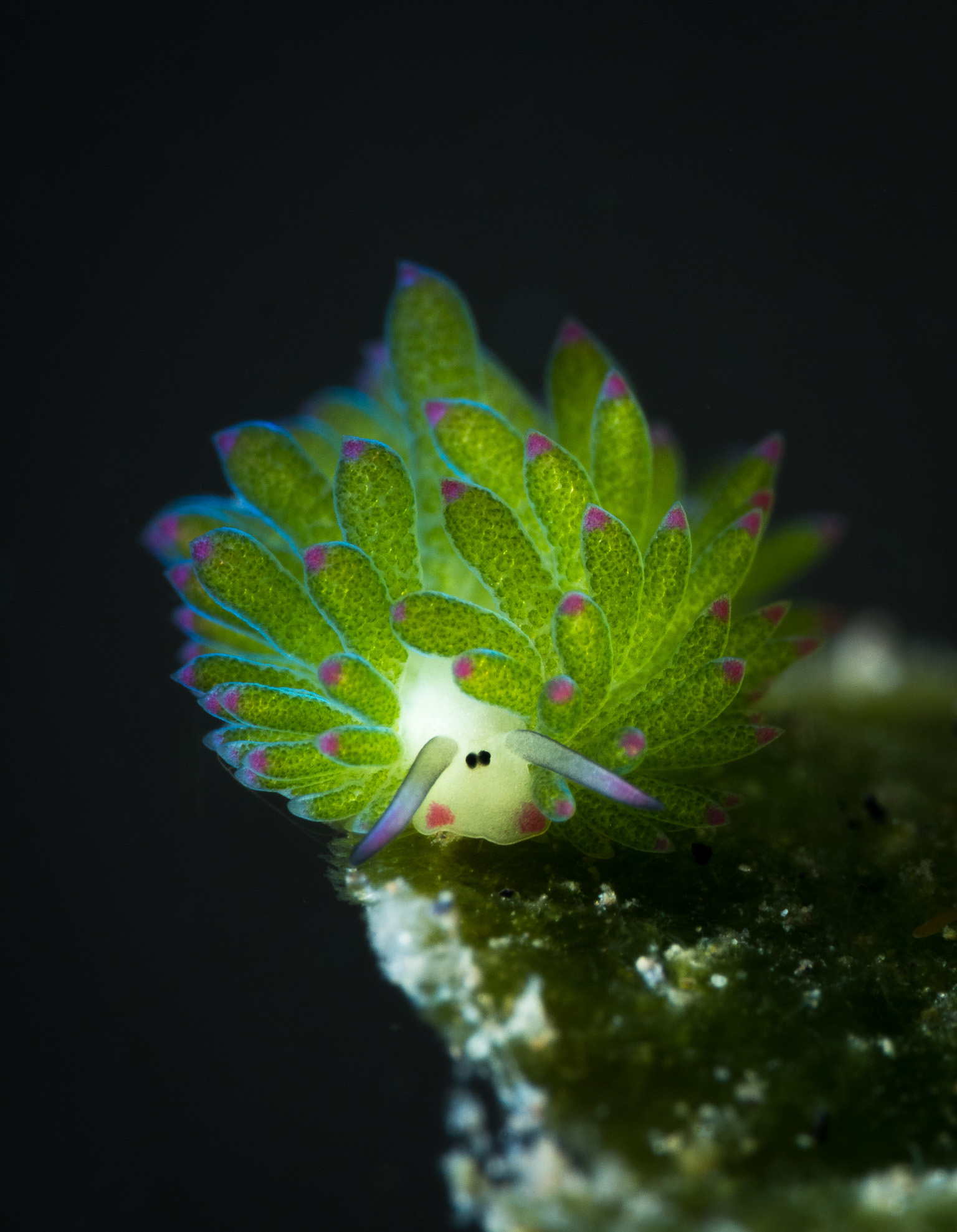
와카토비 국립공원의 코스타시엘라 쿠로시마에, 2015년
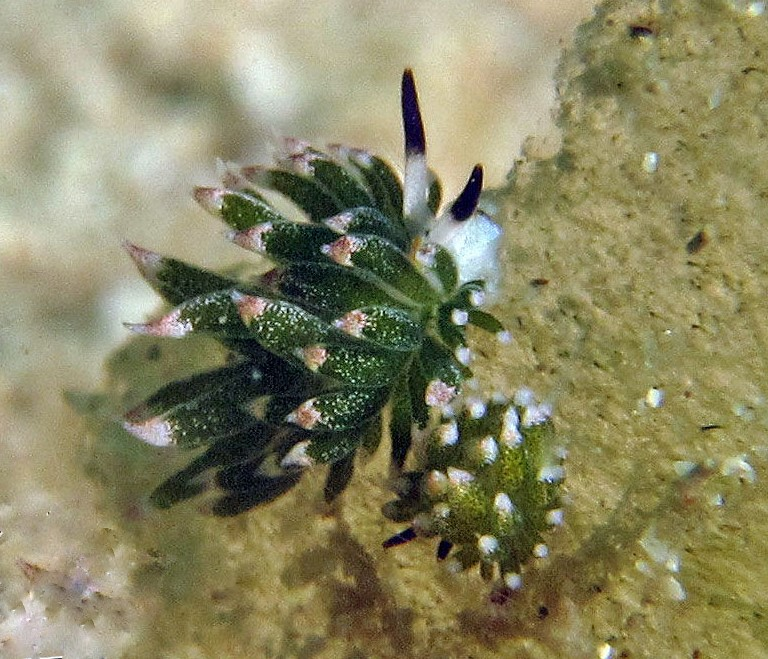
코팡안의 Costasiella kuroshimae, 2014
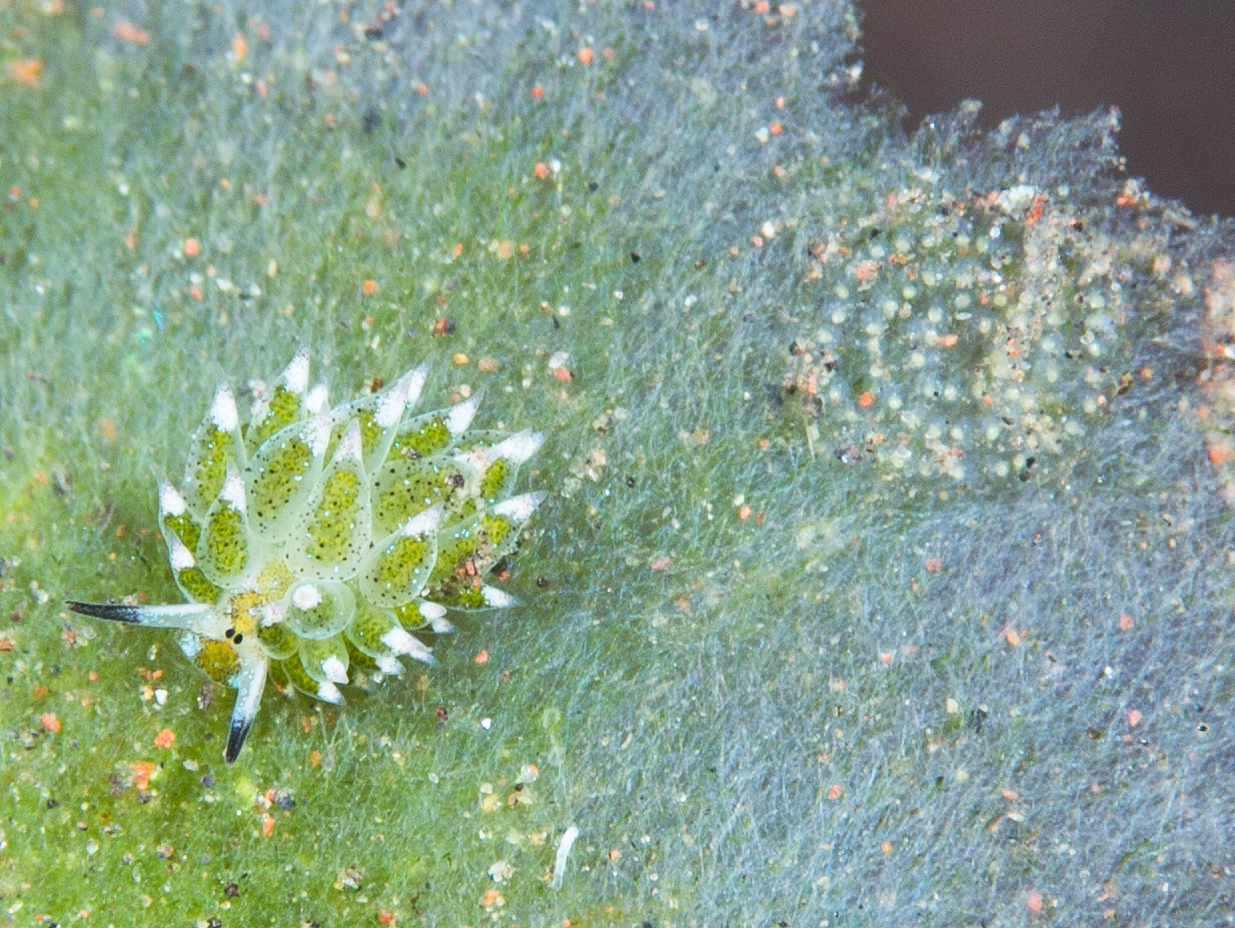
인도네시아 발리의 코스타시엘라 쿠로시마에